# Villers-aux-Nœuds

Villers-aux-Nœuds este o comună în departamentul Marne, Franța. În 2009 avea o populație de 174 de locuitori.